# Фейрчанс (Пенсільванія)
Фейрчанс (англ. Fairchance) — місто (англ. borough) в США, в окрузі Файєтт штату Пенсільванія. Населення — 1890 осіб (2020).

## Географія
Фейрчанс розташований за координатами 39°49′31″ пн. ш. 79°45′14″ зх. д. / 39.82528° пн. ш. 79.75389° зх. д. (39.825148, -79.753988).  За даними Бюро перепису населення США в 2010 році місто мало площу 3,11 км², уся площа — суходіл.

## Демографія
Згідно з переписом 2010 року, у селищі мешкало 1975 осіб у 779 домогосподарствах у складі 534 родин. Густота населення становила 634 особи/км².  Було 846 помешкань (272/км²).
Расовий склад населення:
| - 95,9 % — білих - 2,7 % — чорних або афроамериканців - 0,2 % — корінних американців |

До двох чи більше рас належало 1,2 %. Частка іспаномовних становила 0,6 % від усіх жителів.
За віковим діапазоном населення розподілялося таким чином: 22,9 % — особи молодші 18 років, 61,0 % — особи у віці 18—64 років, 16,1 % — особи у віці 65 років та старші. Медіана віку мешканця становила 40,5 року. На 100 осіб жіночої статі у селищі припадало 84,4 чоловіків;  на 100 жінок у віці від 18 років та старших — 82,4 чоловіків також старших 18 років.
Середній дохід на одне домашнє господарство  становив 48 803 долари США (медіана — 39 327), а середній дохід на одну сім'ю — 54 334 долари (медіана — 44 688). Медіана доходів становила 40 163 долари для чоловіків та 27 321 долар для жінок. За межею бідності перебувало 16,7 % осіб, у тому числі 27,0 % дітей у віці до 18 років та 8,6 % осіб у віці 65 років та старших.
Цивільне працевлаштоване населення становило 733 особи. Основні галузі зайнятості: освіта, охорона здоров'я та соціальна допомога — 26,3 %, виробництво — 14,9 %, роздрібна торгівля — 13,9 %.